# Type Junsen C
Le Type Junsen C (巡潜丙型潜水艦, Junsen Hei-gata sensuikan) est un type de "croiseurs sous-marins" en service dans la marine impériale japonaise pendant la Seconde Guerre mondiale. Les sous-marins de type C étaient mieux armés que les types A et B. Ils ont également été utilisés comme vaisseau mère de sous-marins de poche des classes Kō-hyōteki ou Kaiten ; c'est pour cette raison qu'ils n'étaient pas équipés d'installations aériennes.

## Variantes
Les sous-marins de Type C ont été divisés en trois sous-classes:
- Type-C (丙型（伊十六型）, Hei-gata, classe I-16?)
- Type-C Mod. (丙型改（伊五十二型）, Hei-gata Kai, classe I-52?)
- Type V22B (第379号艦型, Dai-379-Gō kan-gata, "numéro de navire" classe 379?). Cette sous-classe n’a pas été construite et est restée à l'état de conception.

### Type-C(classeI-16)

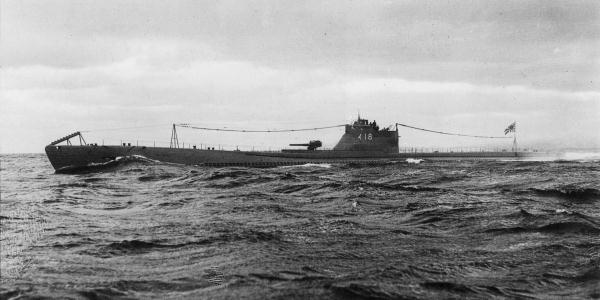
LI-18 en 1941.

Numéro de projet S38 et S38B (dernier lot). Conçus d'après le design de la classe I-7. Huit submersibles ont été construits entre 1937 et 1944 dans le cadre des programmes Maru 3 (coques 44 à 48) et Maru Kyū (coques 376 à 378).
| Numéro de coque | Nom                | Constructeur                                                              | Pose de la quille | Lancement  | Mise en service | Fait |
| 44              | I-16               | Mitsubishi Heavy Industries, Kobe Arsenal naval de Kure (après lancement) | 15-09-1937        | 28-07-1938 | 20-03-1940      | Coulé par l'USS England au nord-est de Bougainville (5° 10′ S, 158° 10′ E) le 19-05-1944.                                                        |
| 45              | I-18               | Arsenal naval de Sasebo                                                   | 25-08-1937        | 12-11-1938 | 31-01-1941      | Coulé par l'USS Fletcher au sud-est de Guadalcanal (14° 15′ S, 161° 53′ E) le 11-02-1943.                                                        |
| 46              | I-20               | Mitsubishi Heavy Industries, Kobe                                         | 16-11-1937        | 25-01-1939 | 26-09-1940      | Coulé par l'USS Ellet dans les Nouvelles-Hébrides le 03-09-1943. ou Coulé par l'USS Eaton à Vella Lavella le 01-10-1943.                         |
| 47              | I-22               | Kawasaki Shipbuilding Corporation, Kobe                                   | 25-11-1937        | 23-12-1938 | 10-03-1941      | Coulé par un Catalina PBY-5A près de Malaita (11° 22′ S, 162° 20′ E) le 06-10-1942.                                                              |
| 48              | I-24               | Arsenal naval de Sasebo                                                   | 05-12-1938        | 12-11-1939 | 31-10-1941      | Éperonné et coulé par l'USS PC-487 à Kiska (53° 16′ N, 174° 24′ E) le 11-06-1943.                                                                |
| 376             | I-46 (Dernier lot) | Arsenal naval de Sasebo                                                   | 21-11-1942        | 03-06-1943 | 29-02-1944      | Probablement perdu dans un accident ou coulé par une attaque ennemie à l'est du golfe de Leyte après le 26-10-1944.                              |
| 377             | I-47 (Dernier lot) | Arsenal naval de Sasebo                                                   | 21-11-1942        | 29-09-1943 | 10-07-1944      | Converti en Kaiten à la fin de 1944 ; retiré du service le 30-11-1945 ; coulé comme cible dans les îles Gotō le 01-04-1946.                      |
| 378             | I-48 (Dernier lot) | Arsenal naval de Sasebo                                                   | 19-06-1943        | 12-12-1943 | 05-09-1944      | Converti en vaisseau mère de Kaiten à la fin de 1944 ; coulé par l'USS Corbesier et l'USS Conklin à Ulithi (9° 45′ N, 138° 20′ E) le 23-01-1945. |

### Type-C Mod.(classeI-52)

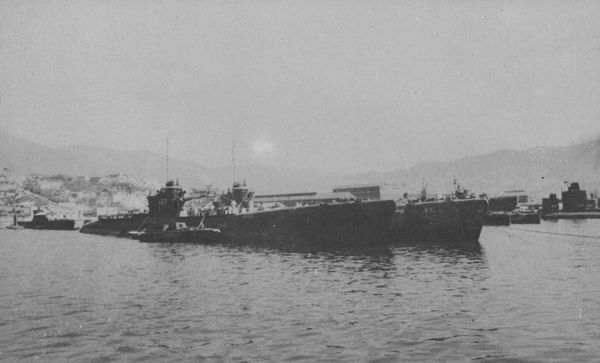
LI-53 en 1945 (à l'arrière-plan, l’I-58, de classe Type B).

Numéro de projet S37D. Vingt submersibles étaient prévus dans le cadre des programmes Maru Tsui (coques 625 à 632) et Kai-Maru 5 (coques 5141 à 5155). Selon leur numéro de projet, ils étaient l’une des variantes du sous-marin de type B. Dix-sept ont été annulés à la fin de 1943 au profit des sous-marins de Type E prévus pour 1945 mais jamais conçus.
| Numéro de coque | Nom       | Constructeur          | Pose de la quille | Lancement  | Mise en service | Fait |
| 625             | I-52      | Arsenal naval de Kure | 18-03-1942        | 10-11-1942 | 28-12-1943      | Coulé par des avions de l'USS Bogue à l'ouest du Cap-Vert (15° 16′ N, 39° 55′ O) le 24-06-1944.                            |
| 626             | I-53      | Arsenal naval de Kure | 15-05-1942        | 24-12-1942 | 20-02-1944      | Converti en Kaiten en juillet 1944 ; retiré du service le 30-11-1945 ; coulé comme cible dans les îles Gotō le 01-04-1946. |
| 628             | I-55      | Arsenal naval de Kure | 15-06-1942        | 20-04-1943 | 20-04-1944      | Coulé par l'USS Wyman, l'USS Reynolds et des avions de l'USS Hoggatt Bay à l'est des îles Mariannes le 28-07-1944.         |
| 630 632         | I-57 I-59 |                       |                   |            |                 | Annulés en 1943. |
| 5141 - 5155     |           |                       |                   |            |                 | Annulés en 1943. |

### Type V22B
Numéro de projet S49B. Vingt-huit submersibles étaient prévus dans le cadre des programmes Maru Kyū (coques 379 à 381) et Kai-Maru 5 (coques 5156 à 5180). Tous les bateaux ont été annulés à la fin de 1943 au profit des sous-marins de Type E prévus pour 1945 mais jamais conçus.
| Numéro de coque | Nom | Constructeur | Pose de la quille | Lancement | Mise en service | Fait             |
| 379 - 381       |     |              |                   |           |                 | Annulés en 1943. |
| 5156 - 5180     |     |              |                   |           |                 | Annulés en 1943. |

## Caractéristiques
| Type                         | Type                         | Type-C (I-16) | Type-C Dernier lot (I-46) | Type-C Mod. (I-52) | Type V22B |
| Déplacement                  | Surface                      | 2 219 tonnes | 2 219 tonnes | 2 129 tonnes | 2 322 tonnes |
| Déplacement                  | Immersion                    | 3 618 tonnes | 3 621 tonnes | 3 702 tonnes | Inconnu |
| Longueur (hors-tout)         | Longueur (hors-tout)         | 109,30 mètres | 109,30 mètres | 108,70 mètres | 106,50 mètres (ligne de flottaison)                                                                                           |
| Faisceau                     | Faisceau                     | 9,10 mètres | 9,10 mètres | 9,30 mètres | 9,64 mètres |
| Tirant d'eau                 | Tirant d'eau                 | 5,34 mètres | 5,35 mètres | 5,12 mètres | 5,26 mètres |
| Profondeur                   | Profondeur                   | 7,80 mètres | 7,80 mètres | 7,90 mètres | Inconnu |
| Centrale électrique et arbre | Centrale électrique et arbre | 2 × Kampon Mk. 2 Model 10 diesels 2 hélices                                                                                               | 2 × Kampon Mk. 2 Model 10 diesels 2 hélices                                                                                               | 2 × Kampon Mk. 22 Model 10 diesels 2 hélices                                                                                               | 2 × Kampon Mk. 2 Model 10 diesels 2 hélices                                                                                   |
| Puissance                    | Surface                      | 12 400 chevaux-vapeur | 12 400 chevaux-vapeur | 4 700 chevaux-vapeur | 11 000 chevaux-vapeur |
| Puissance                    | Immersion                    | 2 000 chevaux-vapeur | 2 000 chevaux-vapeur | 1 200 chevaux-vapeur | 2 400 chevaux-vapeur |
| Vitesse                      | Surface                      | 23,6 nœuds (44 km/h) | 23,6 nœuds (44 km/h) | 17,7 nœuds (33 km/h) | 22,4 nœuds (41 km/h) |
| Vitesse                      | Immersion                    | 8,0 nœuds (15 km/h) | 8,0 nœuds (15 km/h) | 6,5 nœuds (12 km/h) | 8,0 nœuds (15 km/h) |
| Rayon d'action               | Surface                      | 14 000 milles marins (25 900 km) à 16 nœuds (30 km/h)                                                                                     | 14 000 milles marins (25 900 km) à 16 nœuds (30 km/h)                                                                                     | 21 000 milles marins (38 900 km) à 16 nœuds (30 km/h)                                                                                      | 14 000 milles marins (25 900 km) à 16 nœuds (30 km/h)                                                                         |
| Rayon d'action               | Immersion                    | 60 milles marins (100 km) à 3 nœuds (6 km/h)                                                                                              | 60 milles marins (100 km) à 3 nœuds (6 km/h)                                                                                              | 105 milles marins (200 km) à 3 nœuds (6 km/h)                                                                                              | 80 milles marins (100 km) à 3 nœuds (6 km/h)                                                                                  |
| Profondeur d'essai           | Profondeur d'essai           | 100 mètres | 100 mètres | 100 mètres | 100 mètres |
| Carburant                    | Carburant                    | 816 tonnes | 751 tonnes | 842,8 tonnes | 735 tonnes |
| Équipage                     | Équipage                     | 95 | 94 | 94 | Inconnu |
| Armement (initial)           | Armement (initial)           | • 8 × tubes lance-torpilles avant de 533 mm • 20 × torpilles Type 95 • 1 × canon de 14 cm/40 Type 11e année • 2 × canons de 25 mm Type 96 | • 8 × tubes lance-torpilles avant de 533 mm • 20 × torpilles Type 95 • 1 × canon de 14 cm/40 Type 11e année • 2 × canons de 25 mm Type 96 | • 6 × tubes lance-torpilles avant de 533 mm • 17 × torpilles Type 95 • 2 × canons de 14 cm/40 Type 11e année • 2 × canons de 25 mm Type 96 | • 8 × tubes lance-torpilles avant de 533 mm • 18 × torpilles • 1 × canon de 14 cm • 4 × canons de 25 mm AA • 8 × mines marine |